# Guillerval
Guillerval is een gemeente in het Franse departement Essonne (regio Île-de-France) en telt 708 inwoners (1999). De plaats maakt deel uit van het arrondissement Étampes. In de gemeente ligt spoorwegstation Guillerval.

## Geografie
De oppervlakte van Guillerval bedraagt 17,2 km², de bevolkingsdichtheid is 41,2 inwoners per km².
De onderstaande kaart toont de ligging van Guillerval met de belangrijkste infrastructuur en aangrenzende gemeenten.

## Demografie
Onderstaande figuur toont het verloop van het inwonertal (bron: INSEE-tellingen).